# James Marshall
James Marshall (1962) é um produtor e diretor de televisão estado-canadense conhecido por dirigir séries como Smallville e The O.C..